# Tomasz Swoboda
Tomasz Swoboda (ur. 1977 w Gdańsku) – polski tłumacz i literaturoznawca.

## Życiorys
Absolwent filologii polskiej i romańskiej Uniwersytetu Gdańskiego. Doktor habilitowany, profesor Uniwersytetu Gdańskiego oraz Uniwersytetu Szczecińskiego. Autor książek, a także przekładów. Tłumaczył takich autorów, jak m.in. Charles Baudelaire, Roger Caillois, Michel Foucault, Michel Leiris, Gerard de Nerval, Marcel Proust, Paul Ricoeur, Jean-Paul Sartre, Michel Vovelle, Le Corbusier.
 Gitarzysta zespołu Columbus Duo.

## Książki
- To jeszcze nie koniec?: doświadczanie czasu w powieści o dekadentach (Słowo/obraz terytoria, Gdańsk 2008)
- Historie oka: Bataille, Leiris, Artaud, Blanchot (Słowo/obraz terytoria, Gdańsk 2010)
- Powtórzenie i różnica: szkice z krytyki przekładu (Wydawnictwo w Podwórku, Gdańsk 2014)
- Deformacje nowoczesności (Wydawnictwo Officyna, Łódź 2020)
- Zdania, glosy, destylaty. Drugie szkice o przekładzie (Wydawnictwo Officyna, Łódź 2023)

## Nagrody i nominacje
- Nagroda „Literatury na Świecie” za 2008 za przekład
- Nagroda im. Andrzeja Siemka za 2010 za Historie oka[4]
- nominacja do Nagrody Literackiej Gdynia 2014 (wspólnie z Ryszardem Engelkingiem) za przekład książki Śnienie i życie Gerarda de Nerval[5]